# Vampire Weekend

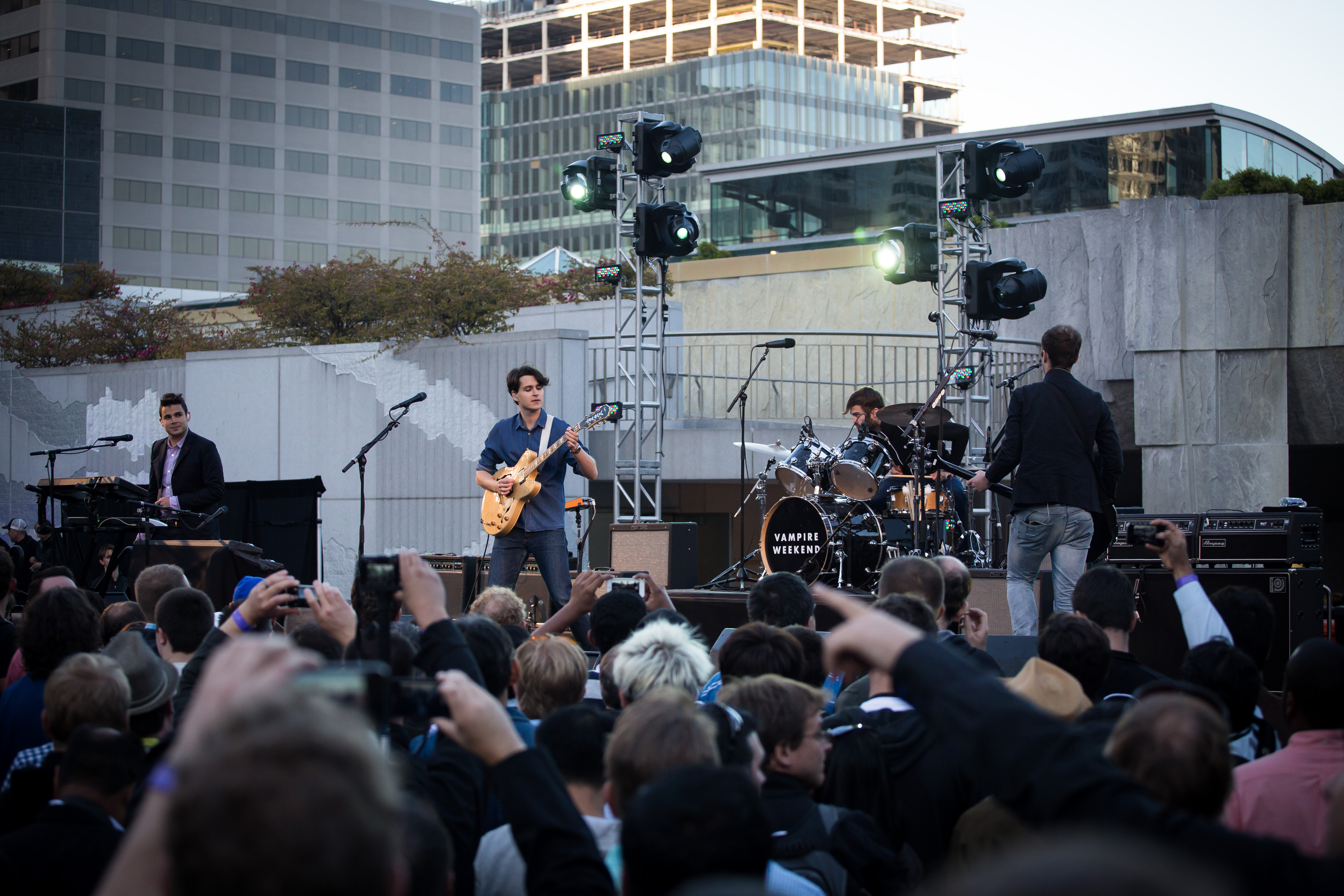
Vampire Weekend 2013

Vampire Weekend – amerykański zespół pochodzący z Nowego Jorku, wykonujący indie rock, założony w roku 2006.

## Muzycy

### Obecni członkowie
- Ezra Koenig – wokal, gitara
- Chris Tomson – perkusja, gitara
- Chris Baio – gitara basowa

### Byli członkowie
- Rostam Batmanglij – gitara, keyboard

## Dyskografia

### Albumy studyjne
- Vampire Weekend (2008)
- Contra (2010)
- Modern Vampires of the City (2013)
- Father of the Bride (2019)
- Only God Was Above Us (2024)

### EP
- Vampire Weekend (2007)

### Single
- Mansard Roof (2007)
- A Punk (2008)
- Oxford Comma (2008)
- Cape Cod Kwassa Kwassa (2008)
- Horchata (2009)
- Cousins (2009)
- Giving Up the Gun (2010)
- Holiday (2010)
- White Sky (2010)
- Run (2011)
- Diane Young (2013)
- Ya Hey (2013)
- Unbelievers (2013)

### Teledyski
- Mansard Roof
- A-Punk
- Oxford Comma
- Cape Cod Kwassa Kwassa
- Cousins
- Giving Up the Gun
- Holiday
- Diane Young
- Ya hey